# Paspalum bertonii
Paspalum bertonii är en gräsart som beskrevs av Eduard Hackel. Paspalum bertonii ingår i släktet tvillinghirser, och familjen gräs. Inga underarter finns listade i Catalogue of Life.